# Зулема Астрологиня
Зулема Астрологиня (бл. 1190 — XIII століття) — андалузька астрономка.

## Життєпис
Зулема походила з андалузької родини з Майорки і, як відомо, жила в Мадінат-Маюрка в 1229 році, у рік християнського завоювання. Вона була знаною астрономкою, яку в ранніх літописах називали «мудрою». «Хроніка Берната Десло» розповідає, як її син Алі сказав арагонському монарху: «Пане, знайте напевно: ця земля ваша і служитиме вам. Моя мати, мудра жінка й досвідчена астрологиня, звеліла мені прийти до вас і сказати, що зірки передбачають вашу перемогу». Після завоювання сім'ї Алі де ла Паломера дозволили залишитися на острові.
Історія про Зулему стала частиною народних переказів Андрачі та його околиць. Кажуть, що родина володіла Сант-Ельмом, де Зулема спостерігала за зірками з фортечних мурів. Історія була підхоплена поетами епохи Відродження. Місцевий поет Пере-д'Алькантара-Пенья-і-Ніколау (1823—1906) 1871 року зібрав оповідання та опублікував на них вірш під назвою «N'Alí de la Palomera». Він вперше дав ім'я Зулема матері Алі. Інший поет, Томас Фортеза-і-Кортес (1838—1898), написав подібний вірш про астрологічні подвиги жінки.

## Син
Її син Алі (активний. 1229 року) — за «Llibre dels fets», «сарацин … з Ла Паломери», який втік під час завоювання Майорки та поплив до флоту короля Хайме I Арагонського з розвідкою про острів. «Llibre dels fets» — це розповідь очевидця, написана самим Хайме. Проте історія набагато більш розвинена в пізнішій розповіді Берната Десколо. За словами Десло, Алі був управителем двору «короля Майорки» (губернатора Абу Ях'ї). Він вирішив втекти, коли його мати, астрономка, попередила його, що Хайме завоює острів. Насправді його вибір, ймовірно, був заснований на протистоянні Абу Ях'ї. Його родина, ймовірно, зберегла своє майно, підтримавши завойовників.

## Подальше читання
- Pere d'Alcàntara Penya (1871). N’Alí de la Palomera. Jochs Florals de Barcelona (кат.). Barcelona: S. Manero. с. 151—166. OCLC 1008192570.